# Boyabat
Boyabat 
Boyabat, în provincia Sinop, un oraș situat în regiunea de vest a Mării Negre. Adesea o sursă de trai este agricultura si orez este crescut.